# هوغو أيالا
هوغو أيالا كاسترو (31 مارس، 1987) هو لاعب كرة قدم مكسيكي يلعب حاليًا لنادي تغريز أونال في الدوري المكسيكي الممتاز.

## الألقاب

### النادي
تايجرز أونال
- الدوري المكسيكي الممتاز (1): 2011–12
- كأس المكسيك (1): 2014

### فردية
- أفضل مدافع في البطولة: الدوري المكسيكي الممتاز 2011–12

## روابط خارجية
- هوغو أيالا على موقع قاعدة بيانات كرة القدم.إي يو (الإنجليزية)
- هوغو أيالا على موقع ليكيب (الفرنسية)
- هوغو أيالا على موقع ناشيونال فوتبول تيمز (الإنجليزية)
- هوغو أيالا على موقع Soccerbase.com (لاعب) (الإنجليزية)
- هوغو أيالا على موقع Soccerway.com (الإنجليزية)
- هوغو أيالا على موقع كووورة
- هوغو أيالا على موقع AS.com (الإسبانية)